# لافونسو الیس
لافونسو الیس (انگلیسی: LaPhonso Ellis؛ زادهٔ ۵ مهٔ ۱۹۷۰) بازیکن بسکتبال اهل ایالات متحده آمریکا است.
از باشگاه‌هایی که در آن بازی کرده‌است می‌توان به میامی هیت، مینه‌سوتا تیمبرولوز، دنور ناگتس، و آتلانتا هاوکس اشاره کرد.